# Pete Schoening
Pete Schoening (30 de julio de 1927 - 22 de septiembre de 2004) fue un montañero estadounidense. Schoening fue uno de los dos estadounidenses que consiguieron ascender por primera vez el Gasherbrum I en 1958, y uno de los primeros en ascender el Monte Vinson en la Antártida en 1966.
Schoening es quizás más conocido por su heroicidad durante la "Tercera expedición americana al K2" de 1953. El equipo, escalando sin oxígeno, quedó atrapado en el Espolón de los Abruzzos a alrededor de 8000 metros de altura. Uno de los miembros de la expedición, Art Gilkey, tuvo una trombosis venosa profunda, seguida de una embolia pulmonar. El equipo, dándose cuenta de que Art Gilkey moriría si no era bajado de la montaña inmediatamente, comenzó a descenderle tirando de un saco de dormir en el que estaba envuelto, sobre terreno muy complicado y en medio de una tormenta.  
La historia de la expedición se cuenta en el libro K2; La montaña salvaje de Charles Houston y Robert Bates.
Las acciones de Schoening claramente salvaron las vidas de cinco de sus compañeros y son entre las más heroicas acciones en la historia del montañismo. Le fue concedida la medalla David A. Sowles Memorial Award por su heroicidad por el Club Alpino Americano en 1981.
En 1996, formó parte de la expedición de Mountain Madness que se vio involucrada en el desastre del Everest. Fue uno de los clientes que no logró hacer cumbre.

## Libros
- Houston, Charles y Bates, Robert. K2; La montaña salvaje pg. 208 ISBN 1-58574-013-6